# Hacksjön (Bygdeå socken, Västerbotten, 710987-174745)
Hacksjön är en sjö i Robertsfors kommun i Västerbotten och ingår i Dalkarlsån-Sävaråns kustområde.